# Таварис, Аурелиу ди Лира
Ауре́лиу ди Ли́ра Тава́рис (порт.-браз. Aurélio de Lira Tavares; 7 ноября 1905, Жуан-Песоа, Параиба — 18 ноября 1998, Рио-де-Жанейро) — генерал бразильской армии. Был одним из членов военной хунты 1969 года, управлявшей страной в период с 31 августа по 30 октября 1969 года, когда вступил в должность Эмилиу Гаррастазу Медиси.

## Биография
Был студентом в Escola Militar do Realengo в Рио-де-Жанейро, а также он получил образование в области права и инженерии.